# Josefina Klinger Zúñiga
Josefina Klinger Zúñiga es una ambientalista colombiana y activista comunitaria del municipio de Nuquí. Es fundadora y directora de la organización Mano Cambiada, que promueve el turismo sostenible en el departamento del Chocó a través de un modelo de autogestión comunitaria. Klinger Zúñiga recibió un Premio Mujer Cafam en 2015 y un Premio Internacional a las Mujeres de Coraje en 2022.

## Comienzos y familia
Josefina Klinger Zúñiga nació en 1965 en Nuquí, departamento del Chocó, hija única de madre nuquiseña y padre alemán. Tiene 21 hermanastros. Klinger Zúñiga salió de Nuquí en busca de oportunidades económicas, pero regresó a los 25 años como madre soltera con dos hijos y con dificultades económicas que resolver. Trabajó como vendedora en una farmacia.

## Mano Cambiada
En 2006, Klinger Zúñiga fundó la organización Mano Cambiada para promover el turismo sostenible y el ecoturismo en Chocó a través del compromiso con la población local. Fundó la organización junto con otras ocho mujeres y cuatro hombres. Colaboraron con agentes no comunitarios que mostraron interés y se unieron a 30 empresas locales, entre las que se encontraban restaurantes, albergues, centros de orientación, mercados de pesca y agricultores, para desarrollar un turismo sostenible. Mano Cambiada promueve iniciativas ambientales y sociales que enfatizan las identidades culturales de las comunidades afrocolombianas e indígenas en la ensenada de Utría. La organización fundó una escuela ambiental y cultural que reúne a bailarines, músicos y peñas ambientalistas en el Parque nacional natural Utría a fin de contribuir al mantenimiento del área protegida a través de la gestión territorial. La organización ha tenido un impacto en familias y comunidades de Nuquí y Bahía Solano, involucrando a unos 6.000 lugareños, incluidos 2.000 indígenas. Debido al éxito de la organización, el gobierno colombiano le otorgó el derecho de administrar servicios turísticos dentro del Parque nacional natural Utría.
Mano Cambiada ha emprendido proyectos con el Ministerio de Comercio, Industria y Turismo de Colombia, el Sistema Nacional de Parques Naturales, el Fondo Acción para el Medio Ambiente y la Infancia y la Red Colombia Verde. Mano Cambiada trabaja para revitalizar las tradiciones de mano cambiada, entendidas como trueque o minga.
Mano Cambiada organiza un Festival anual de Migración para celebrar los patrones migratorios de ballenas, aves y tortugas que se atraviesan el área. El festival incorpora celebraciones de historia oral, desfiles infantiles, teatro, fotografía y danza.

## Premios y honores
Mano Cambiada fue reconocida en 2012 por la revista Semana en como "una de las 100 ideas de innovación social y ambiental que están cambiando el mundo". 
En 2013, Klinger Zúñiga ganó el primer puesto en la categoría social-comunitaria del Premio Mujeres de Éxito.
Klinger Zúñiga recibió un Premio Cafam Mujer (Premio Cafam a la Mujer) en 2015. Recibió el Premio Internacional a las Mujeres de Coraje en 2022.

## Vida personal
Klinger Zúñiga vive en Nuquí y tiene tres hijos. 
Cuando contaba con 32 años, pasó por un proceso de salud delicado y estuvo cerca de fallecer a causa de una tuberculosis cerebral. 
Anteriormente ha vivido en Medellín, Bogotá, Cali, Bahía Solano, Quibdó y Panamá.